# GOLESIN
GOLESIN – tajna szkoła średnia w okresie okupacji niemieckiej w Jarnutach w Generalnym Gubernatorstwie przy granicy z III Rzeszą koło Ostrołęki (niem. Scharfenwiese) zorganizowana przez dyrektora Jana Radomskiego i grono wysiedlonych nauczycieli. Kryptonim GOLESIN został skomponowany z kilku pierwszych liter przedwojennej nazwy: Gimnazjum Ogólnokształcące LESzczyńskiego, zaś końcówka IN nawiązywała do nazw okolicznych miejscowości, jak np. Gucin i Czerwin.
Punkty nauczania rozrzucone po wsiach w promieniu 30 km gromadziły uczniów klas gimnazjalnych i licealnych z rodzin wysiedleńców, jak i lokalną młodzież wiejską. Rok szkolny 1941/42 był początkiem GOLESINA, zatwierdzonego przez centralne władze Tajnego Nauczania, a liczącego w tym czasie 40 uczniów i 6 nauczycieli. W trzecim, a zarazem ostatnim roku tajnego nauczania liczył 84 uczniów i 8 nauczycieli.
We wrześniu 1944 zakończył swe funkcjonowanie, gdy na tereny te wkroczyła Armia Czerwona. Po przejściu frontu odtajniony GOLESIN już jako „Ostrołęckie Gimnazjum i Liceum im. Stanisława Leszczyńskiego na wysiedleniu” kontynuował legalnie nauczanie w Czerwinie.
W GOLESINIE realizowano przedwojenny program nauczania, promując co roku uczniów z klasy do klasy oraz z gimnazjum do liceum. Kilkanaście osób zdało maturę w liceach warszawskich. Młodsi, po wyzwoleniu Ostrołęki w styczniu 1945 wrócili w mury przedwojennej szkoły, by tu kontynuować naukę. Dzięki GOLESINOWI kilkadziesiąt osób nie straciło lat nauki, zdobywając wykształcenie upoważniające do studiów wyższych – do drogi odbudowy polskiej inteligencji brutalnie tępionej przez okupantów.